# ゴッシェン子爵
ゴッシェン子爵（英語: Viscount Goschen）は、イギリスの子爵位。1900年創設の連合王国貴族。政治家ジョージ・ゴッシェンが1900年に叙位されたことに始まる。
なお、ゴッシェン子爵家に子爵位以外に保持する爵位はない。

## 歴史

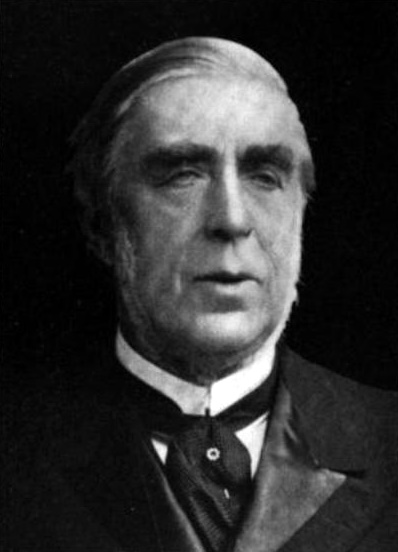
初代ゴッシェン子爵ジョージ・ゴッシェン

ヴィクトリア朝後期に自由党、自由統一党、保守党と練り歩いて閣僚職を歴任したジョージ・ゴッシェン(1831–1907)が1900年12月18日に「カウンティ・オブ・ケントにおけるホークハーストのゴッシェン子爵（Viscount Goschen of Hawkhurst in the County of Kent）」に叙された。
初代子爵の死後、その長男ジョージ(1866–1952)が2代ゴッシェン子爵位を継承。彼も保守党所属の政治家で1924年から1929年にかけては植民地インドのマドラス総督を務めた。
2代子爵には男子があったが、第一次世界大戦で戦死したため、3代ゴッシェン子爵位は初代子爵の次男ウィリアムの子ジョン(1906–1977)が継承した。彼は貴族院保守党の政治家として1962年から1964年にかけて国王親衛隊隊長(貴族院与党院内副幹事長)を務めた。
現在の当主はその息子である第4代ゴッシェン子爵ジャイルズ(1965-)である。彼も貴族院保守党の政治家として活躍し、1994年から1997年にかけては運送副大臣（Under-Secretary of Transport）を務めた。世襲貴族は1999年のトニー・ブレア政権による貴族院改革で92議席を残して議席を喪失したが、彼は貴族院に残留した。
子爵家の邸宅はバークシャー、クローソーンに位置するヒルトン・ハウス(Hilton House)。

## ゴッシェン子爵 (1900年)
- 初代ゴッシェン子爵ジョージ・ジョアキム・ゴッシェン (1831–1907)
- 第2代ゴッシェン子爵ジョージ・ジョアキム・ゴッシェン（英語版） (1866–1952)
- 第3代ゴッシェン子爵ジョン・アレクサンダー・ゴッシェン（英語版） (1906–1977)
- 第4代ゴッシェン子爵ジャイルズ・ジョン・ヘンリー・ゴッシェン（英語版） (1965-)

爵位の法定推定相続人は、現当主の息子アレクサンダー・ジョン・エドワード・ゴッシェン(2001-)。